# Brownleeinae
De Brownleeinae vormen een subtribus binnen de Diseae, een tribus van de orchideeënfamilie (Orchidaceae)
De subtribus is monotypisch, ze omvat slechts één geslacht met ongeveer 20 soorten, voornamelijk afkomstig uit Zuid- en tropisch Afrika.
Voor een beschrijving van deze subtribus, zie de geslachtsbeschrijving.

## Taxonomie
Geslacht:
- Brownleea Harv. ex Lindl. (1842) (Zuid-Afrika en tropisch Afrika)